# August 2. af Polen
August 2. eller  August den Stærke (tysk: August II der Starke, polsk: August II Mocny, litauisk: Augustas II; 12. maj 1670 – 1. februar 1733) var kurfyrste af Sachsen under navnet Frederik August 1. af Sachsen (tysk: Friedrich August I.) fra 1694 til 1733 og konge af Polen og storfyrste af Litauen fra 1697 til 1733.

## Biografi
August var søn af Johan Georg 3. af Sachsen og Anna Sophie af Danmark, der var datter af Frederik 3. af Danmark. Han blev kurfyrste af Sachsen den 27. april 1694, da hans storebror Johan Georg 4. døde uden legitimt afkom.
August valgtes i 1697 til regent i den polsk-litauiske realunion på betingelse af, at han gik over til katolicismen. Han skaffede i 1699 Polen vigtige landskaber mod syd.
Han var en af hovedpersonerne i kampen mod svenskerne i Store Nordiske Krig men måtte efter flere nederlag i 1704 abdicere til fordel for Stanislaw Leszczynski, der stod i spidsen for en gruppe svenskvenlige adelsmænd, der ønskede at slutte fred med Karl 12. af Sverige. August kom med russisk støtte på tronen i Polen igen efter den russiske sejr over Sverige i slaget ved Poltava i 1709, og han forblev på tronen til sin død - dog uden sin gamle magt.
Han var bygherre for en stor del af slottet Zwinger i Dresden og fik efter sigende 354 børn med sine mange elskerinder, herunder sønnen Moritz af Sachsen, som blev en fremtrædende general i fransk tjeneste.
Det lykkedes ham at bevare hemmelighederne om det hvide guld: porcelænsfremstillingen, som første gang blev udviklet i Europa i 1710 i Dresden og Meissen.